# Davit Otiasvili
Davit Otiashvili (9 de abril de 1980) es un deportista georgiano que compitió en lucha libre. Ganó una medalla de plata en el Campeonato Europeo de Lucha de 2002, en la categoría de 120 kg.

## Palmarés internacional
| Campeonato Europeo | Campeonato Europeo | Campeonato Europeo | Campeonato Europeo |
| Año                | Lugar              | Medalla            | Categoría          |
| ------------------ | ------------------ | ------------------ | ------------------ |
| 2002               | Bakú (Azerbaiyán)  | Medalla de plata   | 120 kg             |